# U 713
U 713 war ein U-Boot vom Typ VII C, das durch die deutsche Kriegsmarine während des Zweiten Weltkrieges im Arktischen Ozean eingesetzt wurde.

## Bau und Indienststellung
Das Boot gehörte zu einem Bauauftrag, der an die Hamburger Stülcken-Werft erging und insgesamt 22 Boote umfasste. U 713 wurde am 29. Dezember 1942 durch Oberleutnant zur See der Reserve Henri Gosejakob in Dienst gestellt.

## Einsatz und Geschichte
Das Boot gehörte zunächst zur 8. U-Flottille, die in Königsberg stationiert war. Kommandant Gosejakob unternahm in dieser Zeit Ausbildungsfahrten in der Ostsee zum Einfahren des Bootes und zum Training der Besatzung. Am 1. Juli 1943 wurde das Boot der 11. U-Flottille als Frontboot zugeteilt. Bis Spätherbst desselben Jahres absolvierte U 713 drei Unternehmungen im Arktischen Ozean, insbesondere zwischen Spitzbergen und der Bäreninsel. Unter anderem wurde durch die Besatzung ein Wetterfunkgerät (WFL) mit dem Codenamen „Christian“ auf der Bäreninsel eingerichtet. Im November wurde das Boot der 13. U-Flottille zugeteilt, wo es bis zu seiner Versenkung verblieb.

## Versenkung
Ursprünglich wurde angenommen, dass U 713 am 24. Februar 1944 durch den britischen Zerstörer HMS Keppel versenkt worden war. Aktuellere Recherchen ergaben, dass der Angriff der Keppel tatsächlich U 313 gegolten hatte, das unbeschädigt entkommen konnte. Am selben Tag setzte U 713 die letzte Meldung ab. Seit dem 26. Februar gilt das Boot offiziell als verschollen.